# Peñalolén
Peñalolén es una comuna ubicada en el sector suroriente de la ciudad de Santiago, capital de Chile. Limita al norte con La Reina, y con Las Condes en la zona cordillerana, al noroeste con Ñuñoa y oeste con Macul, al este con la Sierra de Ramón, y al sur con las comunas de La Florida y en la zona cordillerana con San José de Maipo.

## Etimología
Antes de la llegada de los españoles, el área precordillerana de Santiago de Chile era habitada por los picunches, que vivían en diversas tribus de agricultores y alfareros. El nombre de «Peñalolén» en mapudungún, significaría valle en donde hay gavillas, de peñad ‘gavilla’ y lolen ‘valle’.

## Historia

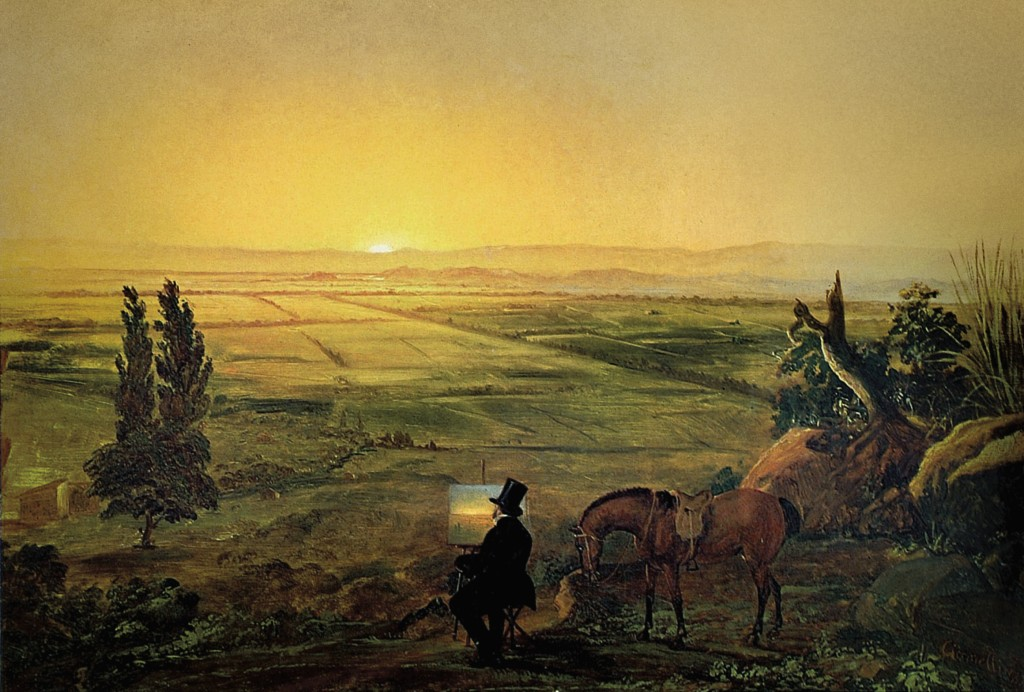
"Vista de Santiago desde Peñalolén" por el maestro italiano Alejandro Ciccarelli.

Tras la fundación de Santiago de Nueva Extremadura, (antiguo nombre de Santiago), don Jerónimo de Larco tomó posesión de este lugar, desmalezando el monte y creando chacras y tierras para la engorda de animales. 
El sector bajo fue comprado, posteriormente, por el regidor don Diego de Hermida, quien transformó el lugar en una aldea y pueblo de indios, cuyos habitantes se dedicaron a la agricultura y ganadería. Además, construyó un camino que unió Santiago con su propiedad, llamándolo Camino Real de Peñalolén (actual Avenida Arrieta). Este repartimiento pasó de heredero a heredero durante toda la Colonia, bajo el nombre de Hacienda de los Hermida; por tal razón el sector residencial ubicado entre Avenida Grecia por el norte, Avenida Los Presidentes por el sur, Américo Vespucio por el poniente y el Canal San Carlos por el oriente es conocido como «Lo Hermida» (ver detalles en Historia de la hacienda de lo Hermida).
El pueblo de indios, instaurado por Diego de Hermida,  denominado de Peñalolén quedó registrado por el geógrafo español Antonio de Alcedo en 1789, en su Diccionario Geográfico-Histórico de las Indias Occidentales como "Pueblo del Reino de Chile, situado en el Llano de Tango".
El marino genovés Juan Bautista Pastene cultivó las tierras altas de la zona, siendo una de las más importantes en el siglo XVI. Su hija María Pastene se casó con don Francisco Rodríguez de Ovalle, siendo su hijo el padre Alonso de Ovalle. Tras la muerte de este último en 1651, las tierras fueron cedidas a la congregación jesuita, quienes le realizaron importantes adelantos, fomentando la agricultura intensiva, las artes y oficios, hasta su expulsión de Chile en 1767.
La confiscación de los terrenos provocó su división en fundos menores. La mayor parte de ellos pasó a manos de Josefa Vicuña, quien lo cedió al abogado don Juan Egaña por los servicios jurídicos prestados a la familia Vicuña.
Después de la Independencia de Chile, el terreno de la comuna se encontraba dividido en tres fundos: de Peñalolén propiedad de los Egaña, Lo Hermida propiedad de los Von Schroeders y parte del fundo Macul propiedad de los Cousiño.

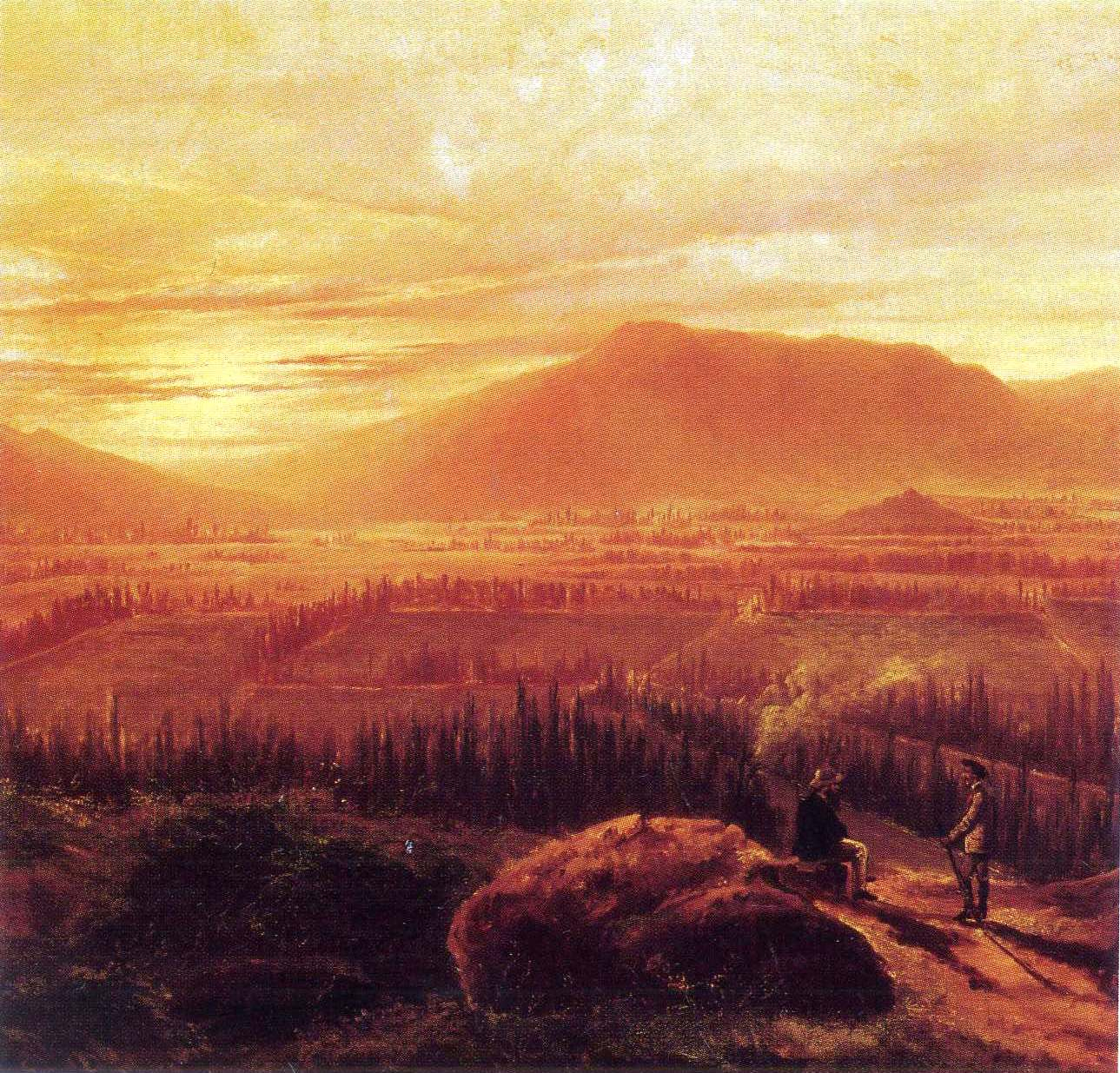
"Santiago desde Peñalolen" por Antonio Smith.

Mariano Egaña, hijo de Juan Egaña, construye un parque en la hacienda, plantando especies traídas desde Europa, convirtiéndose en un sitio para el descanso y el debate político e intelectual. Personajes de la época, como Benjamín Vicuña Mackenna, Eusebio Lillo y Andrés Bello, crearon algunas de sus obras en el parque de Peñalolén.
En 1869, Margarita Egaña, hija de Mariano Egaña, vende la Hacienda de Peñalolén al diplomático uruguayo José Arrieta y Perera. Este rediseña el parque y realiza diversas construcciones en el área.
Margarita Egaña vende a José Arrieta toda construcción o edificación, animales y bienes inmuebles del fundo Peñalolén.
No así, la nuda propiedad o más bien el terreno (tierra), por lo que los réditos de esta se otorgaban al mayorazgo de los 
Egaña. El último en recibirlo correspondió a Raúl Melo Aranguiz hasta el gobierno de la Unidad Popular (nunca se reajustó dicho pago
y tampoco se expropió oficialmente). Hoy, el mayorazgo o representación recae en Raúl Melo Andrade (n. en Paine, 57 años).
Otra cláusula del contrato dice que el descendiente de esta rama familiar que fuese sacerdote heredaba la tierra por sobre el mayorazgo.
Francisco Solano Asta-Buruaga y Cienfuegos escribió en 1899 en su Diccionario Geográfico de la República de Chile: 536  sobre el lugar:

Peñalolén.-—Fundo del departamento de Santiago situado á 15 kilómetros al E. de su capital, dejando próximos hacia el N. los baños de Apoquindo y hacia el SO. á Macul. Comprende parte de la falda occidental de los Andes, los que á su espalda se levantan á 3,245 metros sobre el nivel del Pacífico y en la cual, á una notable altitud, se hallan asentados sus elegantes edificios, rodeados de jardines y juegos de agua, desde donde domina la vista el pintoresco y extenso valle que contiene en su centro dicha capital. A la base oeste de la meseta en que yacen esos edificios, hay una iglesia con la advocación de Nuestra Señora de Loreto y un caserío en una prolongada calle de 480 habitantes dentro de las dependencias de fundo; teniendo éste la celebridad de haber pertenecido á los ilustrados patriotas de la independencia de Chile, Don Juan Egaña y su hijo Don Mariano.

A comienzos del siglo XX se empiezan a dividir los antiguos terrenos de la hacienda, llegando en los años 20 a unas quince propiedades con aproximadamente mil habitantes.
En las décadas de 1910 y 1920 se comienzan a formar las áreas edificadas de Peñalolén, pobladas en su mayoría por gente venida desde otras regiones de Chile.
El geógrafo chileno Luis Risopatrón lo describe como un ‘fundo’ y se refiere al 'caserío' al interior del fundo en su libro Diccionario Geográfico de Chile en el año 1924:: 652 

Peñalolén (Fundo). 33° 28' 70° 33' Tiene 450 hectáreas de terreno regado, cuenta con servicio de correos i ofrece elegantes edificios, rodeados de jardines i juegos de agua; se encuentra en las faldas W de los últimos contrafuertes de Los Andes, al E de la población de Nuñoa i al E de la ciudad, de Santiago. Un caserío se ha formado en una prolongada calle dentro del mismo fundo. 101, p. 424; 155, p' 536; i 156; chacra en 62, II, p. 126; lugarejo en 63, p. 243; i 68, p. 165; i pueblo en 3, iv, p. 147.

En los años 30, comienza las ocupaciones irregulares de terrenos; las «tomas» llevan a la construcción de campamentos en diversos puntos de la comuna.
El Decreto Ley N.º 1-3260 del 6 de marzo de 1981 crea administrativamente la comuna de Peñalolén. La fecha de creación de la Ilustre Municipalidad de Peñalolén fue el 15 de noviembre de 1984.
El 3 de mayo de 1993, a las 10:33 (UTC-4 hora local), se produjo un aluvión en la Quebrada de Macul, dejando 26 personas fallecidas y 8 desaparecidas, además de 32.646 personas damnificadas.
El 27 de febrero de 2008 se produjo un accidente aéreo en la comuna, una avioneta capotó sobre el Estadio Municipal de Peñalolén, acabando con la vida de 13 personas y dejando numerosos heridos.
El 11 de diciembre de 2011 la comuna desarrolló un plebiscito comunal para realizar cambios a su plan regulador.

## Medio ambiente

### Geomorfología y componentes abióticos

Trazado simplificado de los ecosistemas y cuerpos de agua presentes en la comuna de Peñalolén.

La comuna de Peñalolén se encuentra emplazada en las unidades geomorfológicas de Cordillera andina de retención crionival y Cuenca de Santiago. El territorio comunal presenta una geografía que se puede clasificar en tres zonas, la primera correspondiente al valle bajo el canal San Carlos, con una altitud promedio de 560 m s. n. m., donde se encuentra La Faena, Lo Hermida y San Luis de Macul; la segunda que va desde dicho canal hasta la falla de San Ramón, a 900 m s. n. m., donde se encuentra Peñalolén Alto y la viña Cousiño Macul; y la tercera que va desde dicha falla hasta la cumbre del cerro San Ramón, sobre los 3000 m s. n. m., donde se encuentran las quebradas de Peñalolén y Macul.
Presenta según la clasificación climática de Köppen clima mediterráneo de lluvia invernal (Csb), clima mediterráneo de lluvia invernal de altura (Csb (h)), clima mediterráneo frío de lluvia invernal (Csc) y clima semiárido de lluvia invernal (BSk (s)). Esta además se halla en la cuenca hidrográfica de río Maipo. Además, la comuna posee diversos cuerpos de agua, entre los que se destacan el Zanjón de la Aguada.

### Componentes bióticos
Dentro del territorio de la comuna se pueden hallar los siguientes ecosistemas:
- Bosque esclerófilo mediterráneo andino donde predominan Kageneckia angustifolia y Guindilia trinervis (Vulnerable)
- Bosque esclerófilo mediterráneo andino donde predominan Quillaja saponaria y Lithrea caustica (Vulnerable)
- Bosque espinoso mediterráneo andino donde predominan Acacia caven y Baccharis paniculata (Vulnerable)
- Bosque espinoso mediterráneo interior donde predominan Acacia caven y Prosopis chilensis (Vulnerable)
- Matorral bajo mediterráneo andino donde predominan Chuquiraga oppositifolia y Nardophyllum lanatum (Preocupación menor)

### Medidas de protección ambiental y conflictos socioambientales
Hasta 2022, la comuna de Peñalolén cuenta con las siguientes zonas que poseen algún nivel de protección ambiental:
- Cantalao (Iniciativa de Conservación Privada)[15]
- Contrafuerte Cordillerano (Sitios ERB)[16]
- El Morado (Sitios Ley 19.300)[17]
- Parque Natural Aguas de Ramón (Iniciativa de Conservación Privada)[18]
- Quebrada de Macul (Iniciativa de Conservación Privada)[19]

#### Parques y plazas
- Parque por la Paz Villa Grimaldi
- Parque de la Viña Cousiño
- Parque Arrieta
- Parque Tobalaba
- Quebrada de Macul
- Parque Peñalolén

## Demografía
El territorio comunal de Peñalolén tiene una superficie de 5487 hectáreas (54,9 km²), representando un 2,5% de la superficie de la provincia de Santiago y el 0,3% de la superficie de la Región Metropolitana de Santiago. Peñalolén es una de las diez comunas de mayor extensión territorial de la provincia de Santiago. De esta superficie, el 58,6% es considerado como área urbana o de extensión urbana, y de ella el 89% se encuentra urbanizado.
En el año 1992 la población de Peñalolén alcanzaba los 178 889, y de acuerdo a los resultados del censo de 2002, en Peñalolén habitaban 216 040 personas, ubicando a la comuna dentro de las 12 más pobladas del país y en la sexta ubicación dentro de la Región Metropolitana de Santiago después de Puente Alto, Maipú, La Florida, Las Condes y San Bernardo.
Según el Censo 2017, en Peñalolén habitan 241 599 personas, representando una variación al alza del 11 % respecto del censo de 2002. De éstas, 116 882 son hombres (48,38 %) y  124 717  mujeres (51,62 %). 
El 44,7% de sus habitantes son menores de 29 años y sólo el 10,32% son mayores de 64 años.

## Administración

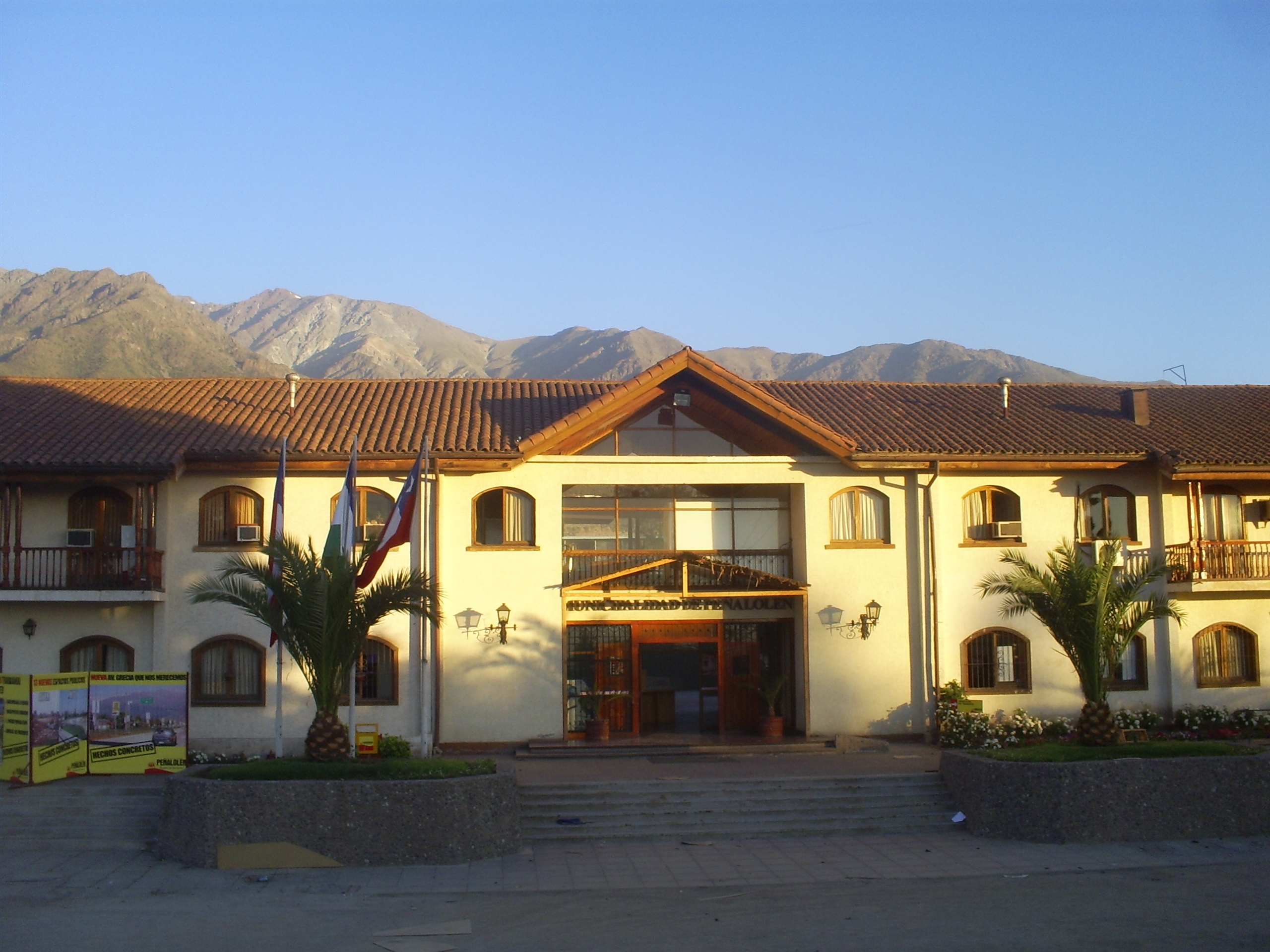
Municipalidad de Peñalolén.

### Municipalidad
La fecha de creación de la Municipalidad de Peñalolén fue el 15 de noviembre de 1984, siendo su primera alcaldesa la Sra. María Angélica Cristi Marfil. La municipalidad de Peñalolén para el período 2024-2028 es dirigida por el alcalde Miguel Concha Manso (FA), el cual es asesorada por el concejo municipal conformado por:
- Sebastián Villouta Seguel (REP)
- Valentina Escobar Petit (REP)
- Ignacio Sánchez Pino (RN)
- Carla Caro Figueroa (RN)
- Begoña Torres Kurth (UDI)
- Cristián Jofré Delgado (PPD)
- Iván Tapia Peñaloza (FA)
- Daniela López Awad (FA)
- Claudio Hernández Olivares (PH)
- Juan Cantuarias Cantuarias (PS)

### Representación parlamentaria
Peñalolén pertenece al Distrito Electoral n.º 11 junto con las comunas de Las Condes, Vitacura, Lo Barnechea y La Reina, y a la VII Circunscripción Senatorial(Región Metropolitana De Santiago).
Es representada en la Cámara de Diputados del Congreso Nacional para el período 2022-2026 por los siguientes diputados:
- Gonzalo de la Carrera (Ind.)
- Francisco Undurraga Gazitúa (EVO).
- Guillermo Ramírez Diez (UDI).
- Catalina Del Real Mihovilovic (RN).
- Cristian Araya (PRCh)
- Tomás Hirsch Goldschmidt (AH).

A su vez, en el Senado es representada por los siguientes senadores para el periodo 2022-2030: 
- Fabiola Campillai (Ind.)
- Manuel José Ossandón (RN)
- Rojo Edwards (PRCh)
- Luciano Cruz-Coke (EVO)
- Claudia Pascual (PCCh)

## Economía
En 2018, la cantidad de empresas registradas en Peñalolén fue de 4.496. El Índice de Complejidad Económica (ECI) en el mismo año fue de 1,67, mientras que las actividades económicas con mayor índice de Ventaja Comparativa Revelada (RCA) fueron Fabricación de Productos de Hornos Coque (64,26), Establecimientos de Enseñanza Secundaria de Formación General (38,52) y Servicios de Transporte Escolar (30,21).

## Relaciones internacionales
La comuna de Peñalolén es sede de una serie de instituciones de relaciones internacionales, tales como la Dirección de Relaciones Internacionales de la Universidad Adolfo Ibáñez, la Oficina de Relaciones Internacionales de la Municipalidad de Peñalolén, y la Oficina de Migrantes de la Municipalidad de Peñalolén.

## Servicios públicos

### Educación
La comuna cuenta con una universidad privada, la Universidad Adolfo Ibáñez, localizada al oriente de la comuna. Además cuenta con el campus de educación física de la Universidad Mayor, Universidad SEK Chile, el Instituto de Artes Profesional ARCOS y el Centro de Formación Técnica CFT Estatal Santiago, el único estatal en la región.
Además de la universidad, la comuna cuenta con varios colegios de enseñanza media y básica (particulares, municipalizados y públicos), distribuidos por toda la comuna. El Centro Educacional Erasmo Escala, municipal, es uno de los 6 colegios en el mundo del proyecto Microsoft. Entre los colegios particulares presentes destacan el Colegio Pedro de Valdivia, Colegio Pumahue, Colegio Dunalastair, Colegio Mayor.
Peñalolén cuenta con una alta gama de bibliotecas municipalizadas, que se encuentran en toda la comuna, estos centros además sirven para ocupar internet gratuitamente, en total son 18 en toda la comuna.

## Cultura

### Símbolos

#### Escudo

Escudo de Peñalolén.

Escudo español medio partido y cortado, primer cuartel en campo de oro cinco hojas de higuera en sinople puestas en aspa; segundo cuartel en campo de sinople un toqui o hacha de piedra en su color en posición de palos; tercer cuartel en campo de azur losanjeado por líneas de oro, con una flor de lis del mismo metal en cada losanje. Bordura de azur con ocho veneras de oro bien dispuestas. Timbrado todo con corona mural de oro.

### Scout
En Peñalolén hay una activa participación de grupos scouts. El Distrito Peñalolén es uno de los más destacados distritos de Santiago. Su participación en la ayuda a Valparaíso, a causa del Gran incendio de Valparaíso, su voluntariado en el Parque Quebrada de Macul y en muchísimas otras, han caracterizado a Peñalolén como una de los distritos más activos en el servicio a la comunidad.

## Lugares de interés

### Lo Hermida
Recibe el nombre por estar ubicado en el sector que en un principio era el Fundo de Los Hermida. Los límites del sector no están muy claros, pero se consideran sus límites Avenida Grecia por el norte, Viña Cousiño por el sur (en épocas más actuales el territorio colindante a la viña pasó a llamarse Villa Cousiño y Lo Hermida quedó como el sector colindante con Av. Grecia solamente), Canal San Carlos por el oriente y Avenida Américo Vespucio por el poniente. Es uno de los núcleos residenciales de la comuna. Es uno de los barrios más populares de Santiago de Chile, en el lugar se localiza las poblaciones más numerosas en las manifestaciones del estallido social.

### La Faena
Es el sector más cercano a La Reina, ubicado entre: Av. Grecia por el sur, Avenida José Arrieta por el norte, que también es el límite comunal de Peñalolén, el Canal San Carlos por el oriente y Av. Molineros por el poniente.Y es uno de los lugares más importantes de la comuna. Su construcción se inició a fines de la década del 1960, siendo urbanizada rápidamente a través de la década siguiente.

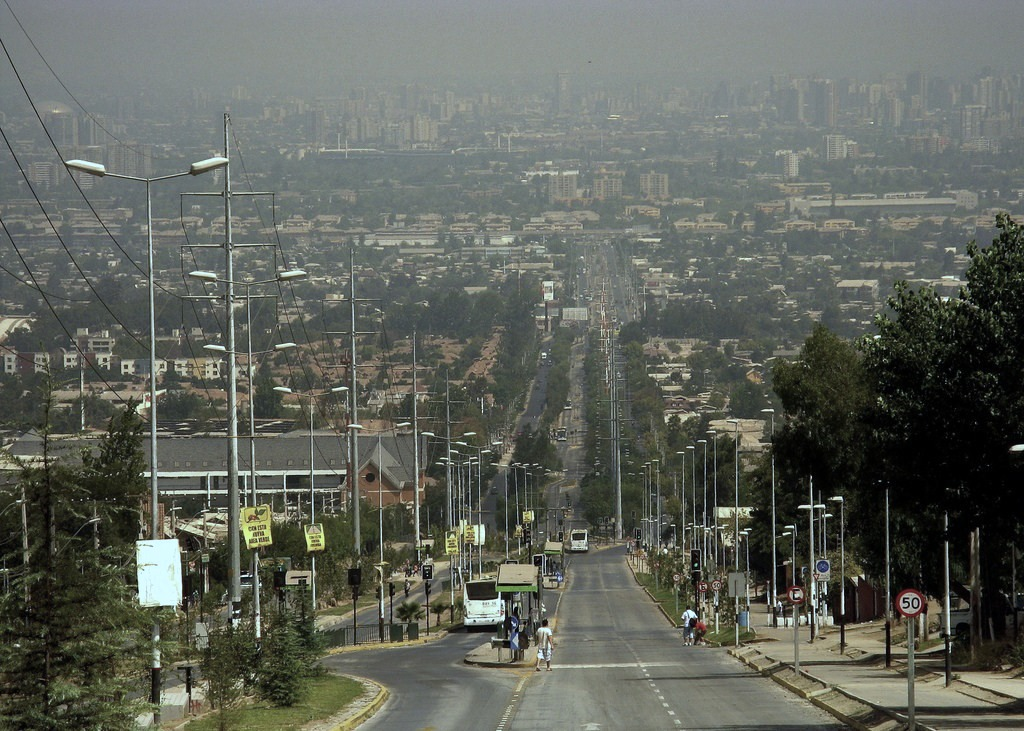
Vista de avenida Grecia desde Peñalolén Alto.

### Peñalolén Nuevo
Corresponde a la zona comprendida entre el Canal San Carlos por el poniente, los Contrafuertes Cordilleranos por el Oriente, Avenida José Arrieta por el Norte y la Avenida Departamental por el Sur.
La primera urbanización fue la Población Peñalolén a mediados del siglo XX, siendo esta la que posteriormente da su nombre a la comuna. Este conjunto urbano se construyó al oriente del Canal Las Perdices, entre chacras y parcelas, razón por la cual sus primeros habitantes fueron personas ligadas al ambiente campesino. De esta forma por más de 40 años el sector mantuvo una característica urbano-rural, con calles sin pavimentar, quebradas por las que fluían los arroyos en invierno, establos de caballos, lecherías y corrales de aves. Estas condiciones hicieron que a fines de los 1980 se estableciera la Comunidad Ecológica de Peñalolén al sur de dicha población, en calle Antupirén, compuesta por artistas y gente amante de la naturaleza.
Sin embargo a partir de los años 1970 comienza la construcción de conjuntos habitacionales y dos universidades privadas en el extremo oriente, que han ido transformando la identidad del sector.
Se destaca la medialuna de Peñalolén, la Fiesta de Cuasimodo como tradiciones aún vigentes.

### San Luis de Macul

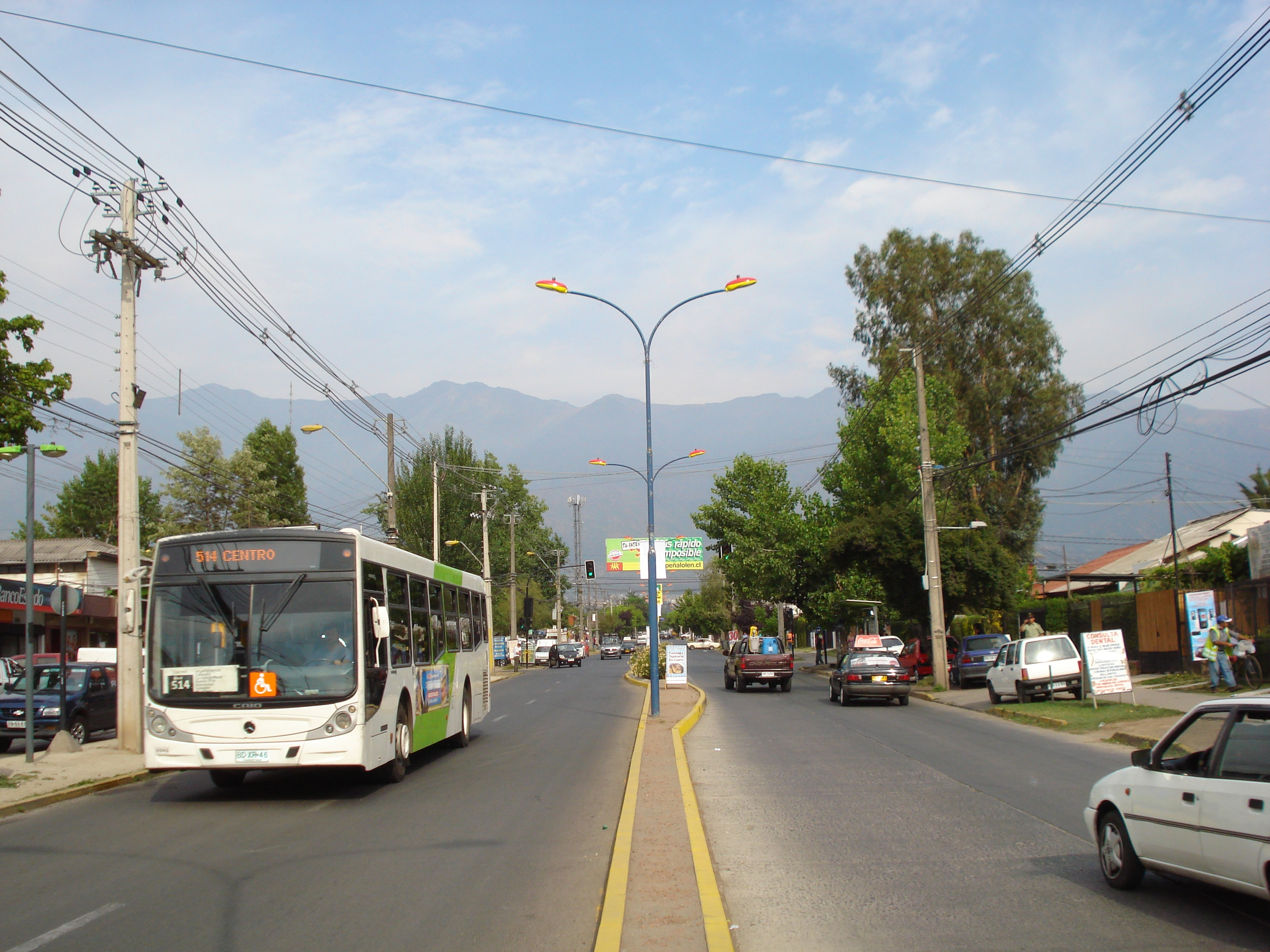
Avenida San Luis.

Su ubicación está al sur de la comuna, sus límites son la Viña Cousiño Macul por el norte, Avenida Departamental por el sur, Avenida Américo Vespucio por el poniente y Avenida Tobalaba al oriente. Dispone de algunos servicios al contar con un Centro Cívico, una delegación municipal, un Banco, Supermercados, y locales comerciales. Se destaca la presencia del centro de salud cordillera oriente y el Hospital Doctor Luis Tisné por su avanzada tecnología médica.
En los años sesenta, en el sector San Luis, se comienzan a construir cuatro comunidades que fueron dando forma a este sector. Estas comunidades se obtuvieron a través de escrituras públicas a la familia Gandarillas Infante, (terrenos del antiguo fundo San Luis). Cada comunidad quedó asentada en diferentes parcelas, que se habían comprado a nombre de dos personas, Cuadra y Vigorena, quienes en esa época representaban a las más de trescientas familias por cada una de las comunidades. Esto trajo consigo dificultades para iniciar los trabajos de urbanización. Para resolver el problema jurídico, debían de contar con una escritura colectiva, donde figuraran el total de los socios de cada comunidad. En estos trámites participaron activamente dirigentes como Ramón Peredo, presidente de la primera comunidad, Rigoberto Navarrete, presidente de la segunda comunidad, Santiago Bravo, presidente de la tercera comunidad y Ricardo Liberona, presidente de la cuarta comunidad, quienes cumplieron importante rol en sus comunidades.

### Peñalolén Alto Sur
Destaca por la construcción de sus viviendas, las cuales son todas del color rojo y de dos niveles, sus límites se encuentran al norte por Avenida Grecia, al sur por la villa Microbuseros, al sureste por el condominio portal el sol al oeste por avenida Las Perdices y al oeste por calle Los Araucanos.
En la actualidad existen, además, centros residenciales para personas ABC1 hasta el C3, con una fuerte presencia de Villas y condominios de niveles familiares medios, como lo son Parque Vespucio, Villa El Almendral, Villa El Torreón, Villa Textil, Conjunto Residencial San Luis, Condominio Altas Cumbres (ex 7 canchas), Villa Jorge Prieto Letelier, Villa Galvarino, Primera, Segunda, Tercera y Cuarta Comunidad y Villa Las Torres. También existen condominios exclusivos ABC1 como Las Pircas y Barrio La Hacienda, perteneciente al Parque Cousiño Macul, entre otros. 
En esta comuna se encuentra además, la Comunidad Ecológica de Peñalolén, un modelo barrial que se caracteriza por su propuesta de habitabilidad donde lo urbano se integra al ambiente de vegetación de precordillera andina caracterizada por la presencia de especies representativas del bosque esclerófilo.

### Parque por la Paz Villa Grimaldi
Se le considera museo al Parque por la Paz Villa Grimaldi que tiene visitas guiadas en donde se cuenta la historia de la hacienda y lo que vivió la gente que estuvo detenida durante el Golpe de Estado del 11 de septiembre de 1973 de Chile.

## Transporte

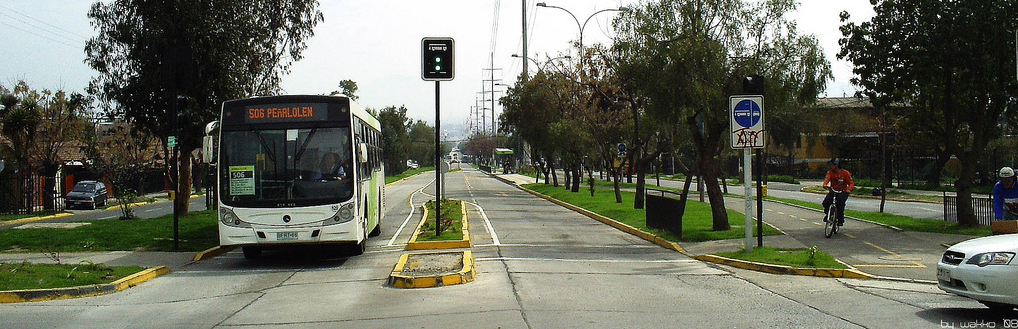
Bus del recorrido 506 del Transantiago en Av. Grecia esquina el Acueducto.

### Arterias
Desde la fundación de la ciudad, Peñalolén sólo tenía accesibilidad por las Avenida Grecia, Avenida Tobalaba y Avenida Américo Vespucio. Pero, a principios del siglo XXI la conectividad llegó a Peñalolén, ya sea con el tren subterráneo, la autopista sobre Américo Vespucio y la conexión con buses locales, taxis y colectivos. Se estudia la posibilidad de construir una línea de Metro hasta el corazón mismo de la ciudad y una autopista por Avenida Tobalaba.
La principal arteria de Peñalolén es la Av. Grecia, otras calles de importancia para la comuna y la ciudad de Santiago son: Av. Américo Vespucio, Av. Tobalaba, Av. José Arrieta, Av. Departamental, Av. Las Parcelas, Av. Las Torres, Av. Oriental, Av. Quilín, Calle Ictinos y San Luis de Macul.

### Buses
Peñalolén es una de las 34 comunas que están dentro del sistema Red Metropolitana de Movilidad.
De la comuna salen varios recorridos de buses hacia la ciudad, ya sea al centro o poniente. Además, cuenta con un sistema propio de buses, realizando recorridos dentro de la comuna, llamado Peñacerca. Pertenecía a la Zona D del Transantiago. Actualmente es abastecida por recorridos de las unidades 2, 3, 4, 5 y 7.

### Servicios Red
Los siguientes servicios de Red Metropolitana de Movilidad circulan por la comuna:
- 104: Providencia - Mall Plaza Tobalaba
- 106: Nueva San Martín - Peñalolén
- 107: Ciudad Empresarial - Av. Departamental
- 114: Providencia - Mall Plaza Tobalaba
- 126: (M) Manuel Montt - La Higuera
- 216: Vitacura - Pablo de Rokha
- 219e: Ciudad Empresarial - (M) La Cisterna
- 225: Bahía Catalina - Las Condes
- 286: Mall Alto Las Condes - La Pintana
- 418: Enea - Av. Tobalaba
- 420: (M) Escuela Militar - Lo Hermida
- 425: Rigoberto Jara - Lo Hermida
- 429: Lo Echevers - Lo Hermida
- 505: Cerro Navia - Peñalolén
- 506: Maipú - Peñalolén
- 506e: Maipú - Peñalolén
- 506v: Villa El Abrazo - Peñalolén
- 507: Enea - Av. Grecia
- 507c: (M) Parque O'Higgins - Peñalolén
- 508: Av. Mapocho - Av. Las Torres
- 510: Pudahuel Sur - Río Claro
- 511: Cerro Navia - Peñalolén
- 513: El Montijo - José Arrieta
- 514: Enea - San Luis de Macul
- 514c: (M) Salvador - San Luis de Macul
- 516: Pudahuel Sur - Las Parcelas
- 517: J. J. Pérez - Peñalolén
- 519: Alameda - Av. Grecia
- 712: Puente Alto - Recoleta
- D01: (M) Plaza Egaña - Consistorial
- D02: (M) Irarrázaval - Diagonal Las Torres
- D03: (M) Toesca - Diagonal Las Torres
- D03c: (M) Plaza Egaña - Diagonal Las Torres
- D05: (M) Franklin - Las Perdices
- D07: Diagonal Las Torres - (M) Franklin
- D07c: Diagonal Las Torres - (M) Los Presidentes
- D08: Av. Grecia - (M) Francisco Bilbao
- D09: Diagonal Las Torres - (M) Manuel Montt
- D10: (M) Carlos Valdovinos - Álvaro Casanova
- D11: Diagonal Las Torres - Mall Alto Las Condes
- D14: (M) Pedrero - (M) Quilín
- D15: Diagonal Las Torres - La Reina
- D16: (M) Quilín - (M) Francisco Bilbao
- D17: Alto Macul - (M) Quilín
- D17v: Las Pircas - (M) Quilín
- D18: Diagonal Las Torres - (M) Santa Isabel
- D20: Diagonal Las Torres - Av. Las Torres
- D26: San Luis De Macul - Maria Angélica
- E17: (M) Bellavista de La Florida - Las Perdices

### Metro
La Línea 4 del sistema de tren metropolitano de Santiago (Metro de Santiago) pasa por el límite poniente de la comuna. La línea entrega 6 estaciones a los habitantes Peñalolinos, todas ubicadas a lo largo de la Avenida Américo Vespucio:
- : Los Orientales • Grecia • Los Presidentes • Quilín • Las Torres • Macul.

## Deportes
La comuna cuenta con un Estadio Municipal y un centro de eventos Centro Cultural y Deportivo "Chimkowe", el que ha sido utilizado para grandes eventos de toda índole y competencias deportivas internacionales.
También cuenta con el Polideportivo "Sergio Livingstone Polhammer", recinto habilitado para todo tipo de actividades deportivas comunales. 
Además, la comuna tiene una piscina municipal temperada, la primera en el país. 
Existen diferentes canchas de barrios implementadas en la mayoría de los sectores de la comuna, las cuales están a disposición de toda la comunidad, todos los días de la semana. En canchas del recinto municipal se realizan distintos tipos de deportes, los cuales son totalmente gratuitos.
La comuna cuenta con varios equipos de fútbol, el más importante es la Selección de Peñalolén, equipo muy bien considerado en el país, tanto así que ha llegado a jugar con la Selección Sub-20 de Chile.[cita requerida]
En la comuna se ofrecen talleres de básquetbol. Además, se realiza el campeonato de Básquetbol 3x3 en la calle, modalidad jugada con 3 jugadores por equipo.
En la comuna se ofrecen cicletadas durante todo el año, con distintos motivos (el día de la madre, Navidad, etc). Estos dan vuelta a toda la comuna.
En Peñalolén también se realizan distintos talleres para practicar otros deportes (como el tenis, el patinaje, entre otros), de los cuales han salido exitosos deportistas del país.

## Medios de comunicación

### Televisión
A lo largo del tiempo, la comuna ha sido sede de diversos proyectos televisivos, con tres canales que han operado en su territorio. En la actualidad, dos canales continúan en funcionamiento dentro de la comuna, contribuyendo a la diversidad de contenidos locales. Además, se proyecta el lanzamiento de un nuevo canal a mediados de 2025, el cual tendrá cobertura en gran parte de Santiago de Chile. Asimismo, en la localidad de San Luis opera otro canal, ampliando la oferta de medios en la región.

### Canales de televisión en la comuna
En la comuna, varios canales de televisión han operado a lo largo del tiempo, aunque algunos ya no emiten. Actualmente, se destaca:
Tres Puntos TV: Se prevé su lanzamiento en mayo de 2025 en la señal 48 y 48.1 de televisión abierta digital, convirtiéndose en el primer canal digital (TVD) de la comuna. Este canal transmitirá noticieros y programas comunales tanto en estudio como en terreno.

Caracola TV: Canal ubicado en la localidad de San Luis, que también contribuye a la diversidad de contenidos en la región.
Los siguientes canales ya no están en emisión:
Enlace Chile: Emitía en la señal 50 con cobertura en toda la ciudad de Santiago de Chile. Su sede en Peñalolén data de 1997.
TV8 Peñalolén: Canal de televisión abierta en la señal 8, considerado el principal canal de la comuna y el más antiguo en operación, lanzado en 2005.
Televisión Universidad Adolfo Ibáñez: Canal educativo que transmitía en la señal 10 de televisión abierta, en funcionamiento desde 2008.
Lo Hermida Televisión: Canal en línea con base en la Población Lo Hermida, enfocado en la difusión cultural y que transmitía en conjunto con Radio Encuentro dos programas radiales: Aquí Lo Hermida y Puntocom...Partiendo.

### Radioemisoras
La Radioemisora más antigua data del año 1998 y ya no existe actualmente, mientras que la última se lanzó el año 2016. En la comuna existen o existierón estas radios
- Radio Amiga: Fue lanzada el año 2005 y se ubica en la 90.9 FM de Peñalolén.(EXTINTA, AUTORIZADA)
- Radio Cordillera: Se encuentra en la 102.9 FM de Peñalolén.(EXTINTA, AURIZADA)
- Radio Encuentro: Lanzada en 1998 es la más antigua de la comuna, y se ubicaba en la 107.3 FM de Peñalolén. (EXTINTA, AUTORIZADA)
- Radio Peñalolén: Lanzada en 2007 se ubica en la 107.7 FM de Peñalolén.(EXTINTA, ILEGAL)
- Radio La Faena: se ubicaba en la frecuencia 103.7 FM de Peñalolén (EXTINTA, ILEGAL)
- Radio Modelo:  Lanzada en septiembre de 2016 Transmite su señal en la frecuencia 106.1 FM (SEÑAL AUTORIZADA)
- Radio tres puntos  lanzada en marzo del 2015,[nota 1]  Transmite su señal en la frecuencia  107.9 FM y redes sociales (SEÑAL AUTORIZADA)
- Radio oriente Fm: fue lanzada en julio de 2021 y se Ubica en el 107.1 FM (SEÑAL AUTORIZADA)
- Radio Caracola  Transmite su señal en el sector de san luis (ILEGAL, NO CUENTA CON AUTORIZACIÓN PARA SU FUNCIONAMIENTO)

De estas solo tres mantienen activas su concesión vigente y autorizada por SUBTEL la cual es Radio Modelo 106.1, Radio tres puntos 107.9 FM Y Radio Oriente 107.1

### Periódico
Hay un periódico en la comuna, de propaganda edilicia, llamado Todo Terreno el cual se entrega de forma gratuita a los vecinos. Fue lanzado en mayo de 2005 y se edita de forma mensual desde 2008. El periódico depende de la Municipalidad de Peñalolén.